# حزب وحدت ایران
حزب وحدت ایران یک حزب سیاسی میانه‌رو در ایران در فاصله سالهای ۱۳۲۵ تا ۱۳۲۶ بود.
حزب وحدت ایران در سال ۱۳۲۵ به دنبال انشعاب گروهی از اعضای حزب ایران تشکیل شد. در تیر ماه ۱۳۲۵ پس از ائتلاف حزب ایران با حزب توده (موسوم به جبهه موتلفه احزاب آزادیخواه)   شمس‌الدین جزایری و تنی چند از دیگر مخالفان ائتلاف از آن حزب جدا شده و حزب وحدت ایران را تاسیس کردند با این هدف که کلیه اعضای جداگشته از حزب ایران به عضویت آن درآیند.
پس از تشکیل حزب وحدت ایران شخصیت‌های سیاسی شناخته‌شده‌ای همچون سید حسن زعیم، ذکاءالدوله غفاری، هادی اشتری ، محمدامین ریاحی، محمدحسین میمندی‌نژاد ، صادق رضازاده شفق و  رحیم صفاری به آن پیوستند. ارگان حزب روزنامه شفق بود.
حزب وحدت ایران پس از آنکه در انتخابات دوره پانزدهم مجلس شورای ملی از دکتر محمد مصدق حمایت کرد، در شهریور ۱۳۲۶ منحل شد.